# Доталайотский период

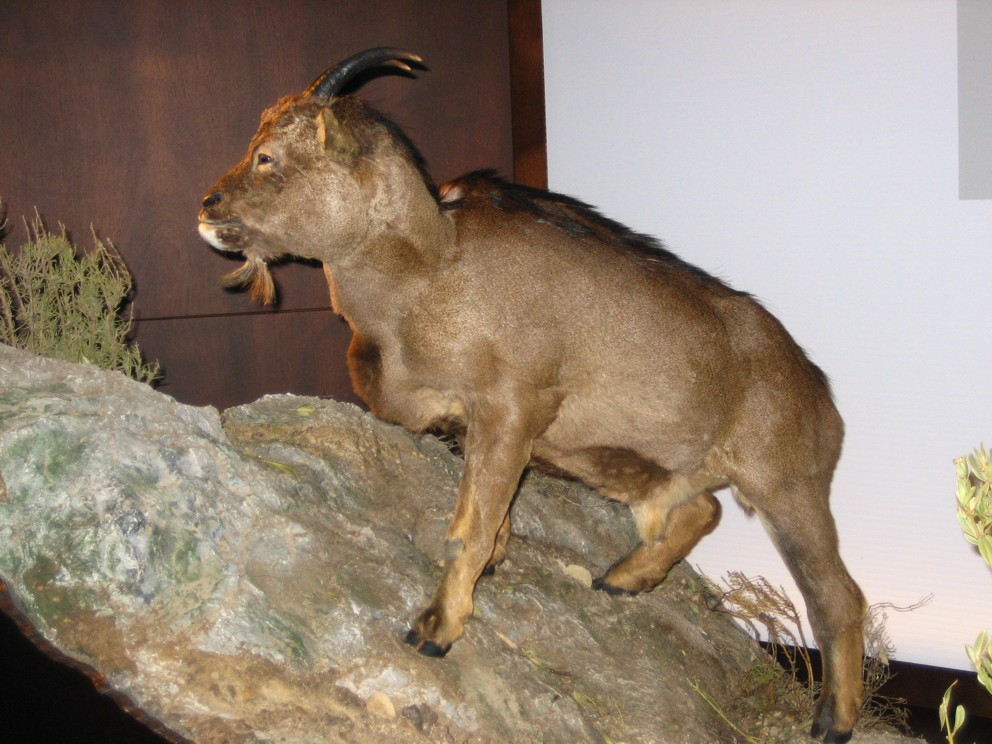
Реконструкция балеарского козла Myotragus balearicus

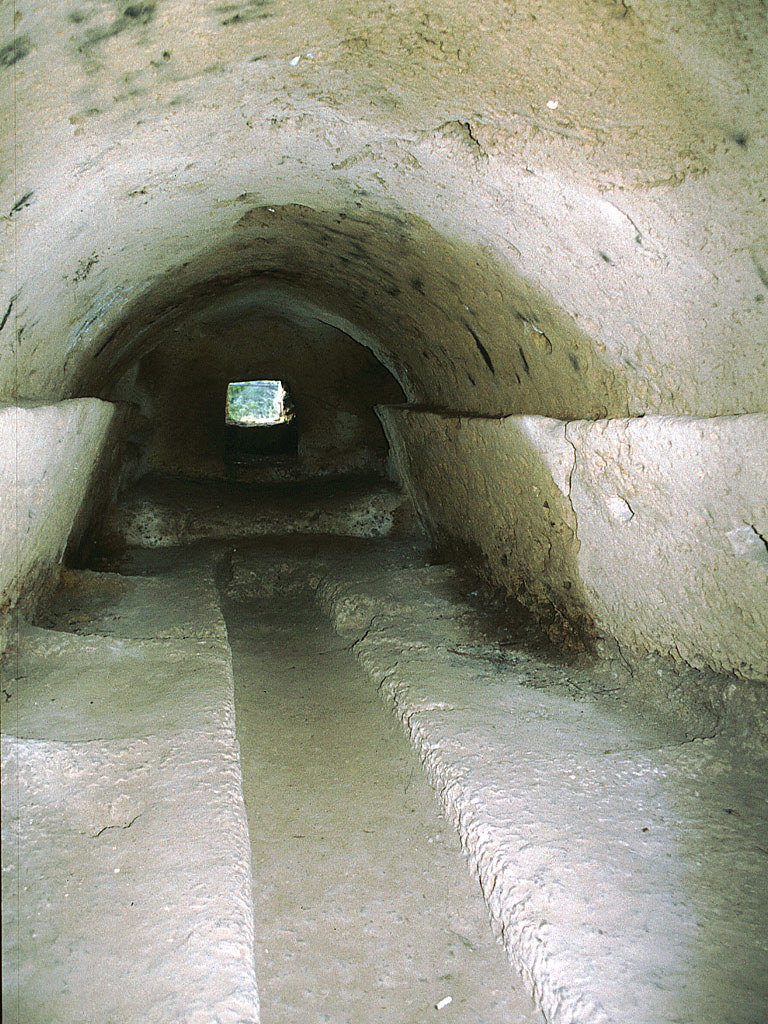
Подземная гробница на Мальорке

Доталайотский период — термин, охватывающий доисторический период развития Балеарских островов до возникновения культуры строителей талайотов. Альтернативный термин «доталайотская культура» неточен, так как период включает несколько исторических эпох и культур.

## Хронология
Доталайотский период делится на несколько отрезков:
- колоколовидные кубки (только Менорка, около 2300—2000 гг. до н. э.)
- период дольменов (2000—1600 гг. до н. э.)
- период кораблеобразных гробниц-«навет» (1600—1100 гг. до н. э.)
- прототалайотский период (1100—850 гг. до н. э.)

## Первые обитатели (поздний энеолит)
До конца XX века многие археологи полагали, что заселение Балеарских островов началось около 5-6 тыс. до н. э. К этому периоду, действительно, относятся каменные орудия, найденные в местности Бинимелла де Меркадал (Менорка), однако эта волна переселенцев, по-видимому, не привела к появлению постоянных поселений на островах — они служили лишь промежуточной остановкой для мореходов того времени. 
Современная датировка археологических открытий на острове позволяет предположить появление постоянных поселений (каменные постройки) около 3 тыс. лет до н. э. Культура первых поселенцев относилась к позднему энеолиту. Характерные особенности погребений и материальной культуры указывают на их прибытие с территории Лангедока и Прованса, несколько меньшее сходство заметно в синхронной материальной культуре Каталонии. Это были носители культуры колоколовидных кубков. Но люди появились на Мальорке раньше, радиоуглеродная датировка ископаемых человеческих костей, найденных при раскопках в пещере Cova de Moleta на острове, указывает на период 5,9 — 5,3 тыс. лет до н.э..
По всей видимости, балеарский козёл (Myotragus balearicus) вымер около 2,4 тыс. лет до н. э., вскоре после появления на островах первых людей, завезших домашний скот, были обнаружены кости этого козла, предположительно, обработанные людьми. До этого, люди на островах, по-видимому, не создавали постоянных поселений. Предполагается, что их могла отпугнуть слишком густая и непроходимая растительность островов. Стимулом к появлению первых поселенцев могли послужить одновременно рост технологий, развитие социальной организации и рост населения в континентальной Европе.
Доисторический период Балеарских островов плохо изучен в связи с малым количеством находок того времени. Известно, что первые обитатели островов занимались охотой и сельским хозяйством, что проявлялось в находках костных останков домашних животных (овцы, козы, свиньи и коровы), не существовавших на островах до прибытия людей. О сельском хозяйстве можно судить по находкам большого количества кремнёвых серпов вокруг древнейших поселений острова.
Через несколько столетий после прибытия первых поселенцев на Балеарских островах колоколовидные кубки исчезают, однако появляются характерные для большей части западной Европы того времени мегалиты (дольмены).
Общество носит мирный характер (отсутствие находок специализированного характера), связи с континентом были слабыми, металлические изделия крайне немногочисленны (наконечники стрел и копий).

## Ранний бронзовый век (период кораблеобразных гробниц)

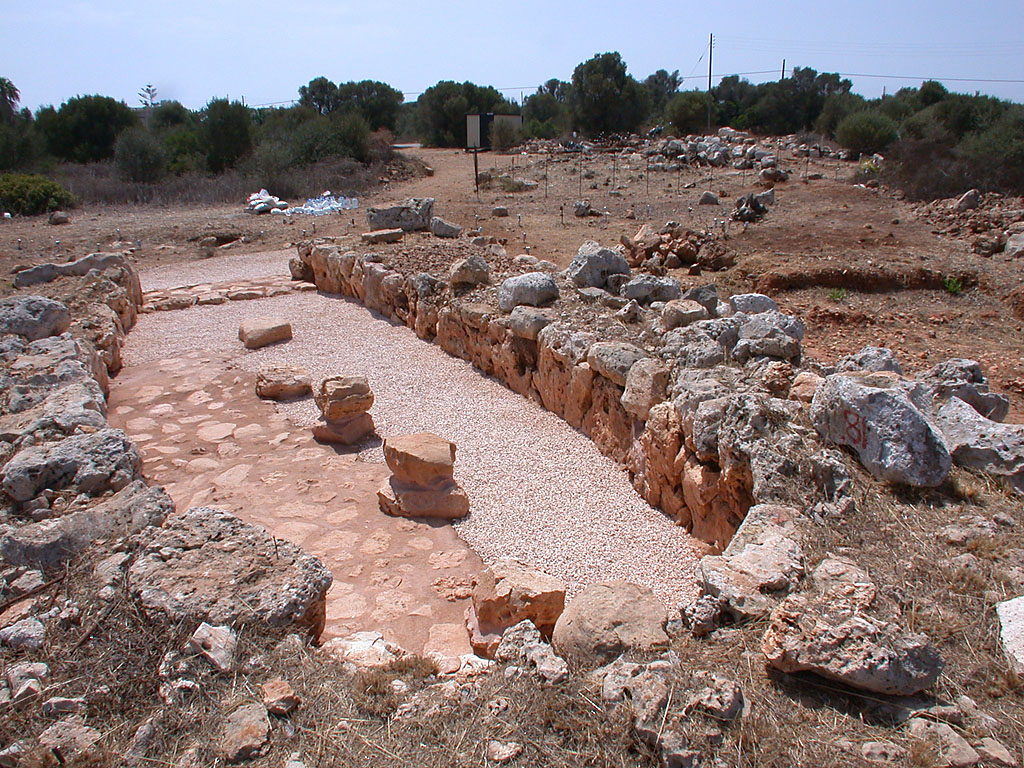
Кораблеобразное жилище на Мальорке. К тому же времени относятся кораблеобразные гробницы, именуемые навета

Около 1600 г. до н. э. дольмены сменяются характерными гробницами в виде перевёрнутых кораблей («навета»). Одновременно растут торговые связи с континентом: появляется бронза, для изготовления которой использовались медь и олово, которые отсутствовали на архипелаге. Становится очень богатым набор погребальных даров.
Жители Балеарских островов бронзового века обитали в крупных жилищах с фундаментом в виде вытянутой подковы, выполненных из камня с крышей из ветвей, скрепленных глиной. Такие жилища назывались «кораблеобразными» из-за их сходства с местными гробницами «навета» в виде перевёрнутых лодок. Стены выполнялись из камня сухой кладкой таким образом, что наиболее крупные камни ложились в основание, а выше располагались более мелкие (см. фотографию). Аналогичная технология использовалась для сооружения мегалитов, например, дольменов.
Экономика основывалась на семейном хозяйстве: каждый дом мог вмещать большую самодостаточную семью, члены которой выполняли различные задачи в зависимости от своего пола и возраста. Предположительно существовала практика убийства «избыточных» младенцев женского пола (женские захоронения — намного более редкие, чем мужские).
Сельское хозяйство было основано на подсечно-огневом методе, то есть засеве на месте выжженного леса, что оказывало разрушительный экологический эффект на местную экологию. С плугом местное население не было знакомо. Для поздних этапов данной культуры археологи отмечают уменьшение количества растительной пищи (а также остатков растений, как можно судить по следам пыльцы) и, соответственно, рост скотоводства.
Погребения были почти во всех случаях пещерными (см. Балеарские пещеры): немногочисленные сохранившиеся дольмены продолжали непрерывно использоваться как минимум в первой половине 2 тыс. до н. э. Тем не менее, встречаются также погребения в цистах, в природных пещерах, в перестроенных природных пещерах, а также в искусственно выдолбленных в скале пещерах. Искусственные пещеры различных эпох имеются на Гимнесийских островах, однако искусственные пещеры бронзового века чаще всего встречаются на Мальорке. Некоторые искусственные пещеры, определённо относящиеся к бронзовому веку, имеют удлинённое основание и исполнены с большим техническим мастерством (см. фото), с входным коридором, боковыми камерами и рядом других отличительных особенностей.
«Доталайотские культуры» существовали также на Питиузских островах, однако имели свои особенности: известен дольмен на о. Форментера, а также поселения эпохи бронзового века на Ибице и на Форментере. С другой стороны, на этих островах по неизвестным до сих пор причинам не возникла талайотская культура.

## Прототалайотский период
В этот период рацион был основан почти исключительно на животных белках, поскольку плодородность земли была невысока (см. выше). Такой рацион был причиной постоянного недоедания, поскольку рост животных является существенно более медленным, чем урожайность злаков. Ресурсы оказывались всё более скудными по мере роста местного населения, что привело к кризису местного образа жизни и росту внутренней агрессии. Разрушение прежнего образа жизни привело к образованию на рубеже 2 и 1 тыс. до н. э. иерархического общества, что отражается в возникновении прототалайотских каменных монументов конца 2 тыс. до н. э. Переход от прототалайотов к собственно талайотской культуре был постепенным, однако до недавнего времени археологи рассматривали талайоты как результат нашествия извне, тем более что время возникновения первых талайотов примерно совпадало с миграцией «народов моря» в конце 13 в. до н. э.
Существенным отличием Менорки от Майорки было сохранение высокого разнообразия погребальных сооружений (общим для двух островов было сохранение обряда погребения в пещерах, а также другие детали материальной культуры, что говорит о сохранении связей между островами). В это время погребальные дары становятся особенно обильными и многообразными по сравнению с предшествующими периодами. Помимо оружия, среди них появляются бронзовые украшения, отдельные железные предметы.